# Georg Meiring
Georg Meiring, južnoafriški general, * 18. oktober 1939, Ladybrand, Južnoafriška unija, † 3. september 2024, Pretoria, Južna Afrika.
Meiring je bil načelnik Južnoafriške kopenske vojske (1990-1993), načelnik Zveznih obrambnih sil (1993-1994) in načelnik Južnoafriške nacionalne obrambne sile (1994-1998).